# Mi-Ke Golden Hits 〜20th Anniversary〜
『Mi-Ke Golden Hits 〜20th Anniversary〜』（ミケ・ゴールデン・ヒッツ トゥエンティース・アニバーサリー）はMi-Keのベスト・アルバム。

## 内容
Mi-Keが結成してから20周年を迎えた本作は、本体のB.B.クィーンズのカバーを初収録した。ちなみに、宇徳敬子が参加しているB.B.クィーンズのセルフカバーアルバム「ROYAL STRAIGHT B.B.QUEENS」と同時発売である。付属DVDには一部のミュージック・ビデオを収録。

## 収録曲
CD
1. 想い出の九十九里浜
作詞：長戸大幸　作曲・編曲：織田哲郎
1stシングル。
2. 好きさ好きさ好きさ - 原曲:ザ・カーナビーツ
作詞・作曲：C.White（訳詞：漣健児）　編曲：池田大介
2ndシングル。
3. ブルーライト ヨコスカ
作詞：長戸大幸　作曲：織田哲郎　編曲：明石昌夫
3rdシングル。
4. む〜んな気持ちはおセンチ
作詞：川島だりあ　作曲・編曲：織田哲郎
4thシングル。
5. 白い2白いサンゴ礁
順列組み合わせ：長戸大幸　作曲・編曲：織田哲郎
5thシングル。
6. 悲しきテディ・ボーイ
作詞：長戸大幸　作曲：織田哲郎　編曲：池田大介・M-PROJECT
6thシングル。
7. サーフィン・JAPAN
作詞：長戸大幸　作曲：織田哲郎　編曲：池田大介・M-PROJECT
7thシングル。
8. 朝まで踊ろう - 原曲:舘ひろし
作詞：舘ひろし　作曲：長戸大幸　編曲：池田大介・M-PROJECT
8thシングル。
9. Pink Christmas
作詞：長戸大幸　作曲：春畑道哉　編曲：葉山たけし
9thシングル。
10. 涙のバケーション
作詞：長戸大幸　作曲：織田哲郎　編曲：池田大介・M-PROJECT
10thシングル。
11. Please Please Me, LOVE
作詞：上杉昇　作曲・編曲：栗林誠一郎
11thシングル。
12. BLUE MOONのように
作詞・作曲：瀬木祐未子　編曲：池田大介・M-PROJECT
9thシングルのカップリング。
13. 恋のバカンス - 原曲：ザ・ピーナッツ
作詞：岩谷時子　作曲：宮川泰　編曲：池田大介
アルバム「懐かしのブルーライトヨコハマヨコスカ」収録
14. 涙の太陽 - 原曲：エミー・ジャクソン
作詞：湯川れい子　作曲：中島安敏　編曲：池田大介
アルバム「懐かしのブルーライトヨコハマヨコスカ」収録
15. サーフィン・U.S.A. - 原曲：ザ・ビーチ・ボーイズ
訳詞：瀬木祐未子　編曲：池田大介・M-PROJECT
アルバム「太陽の下のサーフィン・JAPAN」収録
16. キャロルメドレー
作詞：大倉洋一・矢沢永吉　作曲：矢沢永吉　編曲：池田大介・M-PROJECT
アルバム「朝まで踊ろう 悲しきテディ・ボーイ」収録
17. コニー・フランシスメドレー
訳詞：漣健児　編曲：池田大介
アルバム「甦る60'S 涙のバケーション」収録
18. ギンギラパラダイス（Mi-Ke Version）
作詞：長戸大幸　作曲：織田哲郎　編曲：池田大介
未発表曲
19. ぼくらの七日間戦争〜Seven Days Dream〜（Mi-Ke Version）
作詞：長戸大幸　作曲：織田哲郎　編曲：池田大介
未発表曲

DVD
1. 好きさ好きさ好きさ
2. ブルーライト ヨコスカ
3. 白い2白いサンゴ礁
4. BLUE MOONのように
5. サーフィン・JAPAN
6. 朝まで踊ろう
7. 悲しきテディ・ボーイ
8. 想い出の九十九里浜 ～Original Version～